# Suarius alisteri
Suarius alisteri is een insect uit de familie van de gaasvliegen (Chrysopidae), die tot de orde netvleugeligen (Neuroptera) behoort. 
Suarius alisteri is voor het eerst wetenschappelijk beschreven door Navás in 1914.